# 카이트 (영화)
《카이트》(영어: Kite)는 2014년 공개된 미국의 액션 영화이다. 1998년 일본의 동명의 애니메이션을 원작으로 한다.